# Монза (приток Костромы)
Монза — река в Вологодской и Костромской областях России.
Протекает по территории Междуреченского, Грязовецкого и Буйского районов. Исток находится в 2,5 км юго-восточнее деревни Степановское, впадает в реку Кострому в 176 км от её устья по правому берегу. Высота устья — 95 м над уровнем моря.
Вдоль течения реки расположены населённые пункты Шейбухтовского, Каменского, Вохтожского и Куриловского муниципальных образований.

## Гидрографические характеристики
Длина реки составляет 96 км, площадь водосборного бассейна — 1240 км². Верхнее течение — по всхолмленной моренной равнине высотой 160—200 м, среднее — по плоской и волнистой озёрно-ледниковой заболоченной равнине высотой 120—140 м.

## Инфраструктура
Река является мелководной, несудоходной. Недалеко от деревни Монза находится железнодорожный мост ведомственной Монзенской железной дороги (18 километров от Вохтоги).

## Притоки (км от устья)
- 2,2 км: река Килега (пр)
- 14 км: ручей Захарка (пр)
- 38 км: река Кучма (пр)
- 41 км: река Шингарь (пр)
- 42 км: река Восья (лв)
- 65 км: река Большая Вострокса (лв)
- 67 км: река Малая Вострокса (лв)

## Данные водного реестра
По данным государственного водного реестра России относится к Верхневолжскому бассейновому округу, водохозяйственный участок реки — Кострома от истока до водомерного поста у деревни Исады, речной подбассейн реки — Волга ниже Рыбинского водохранилища до впадения Оки. Речной бассейн реки — (Верхняя) Волга до Куйбышевского водохранилища (без бассейна Оки).
Код объекта в государственном водном реестре — 08010300112110000012038.